# 科尔夏
科尔夏（法語：Corscia，法語發音：[kɔʁʃ(j)a]）是法国上科西嘉省的一个市镇，属于科尔泰区。

## 地理
科尔夏（42°21'17"N, 9°2'33"E）面积58.99 平方千米，位于法国科西嘉上科西嘉省，该省份位于科西嘉岛北部，后者为地中海西部的一座岛屿，也是法国的一个单一领土集体，位于法国大陆部分的东南面，意大利半島的西面，最近的地块是紧邻意大利的撒丁岛。
与科尔夏接壤的市镇（或旧市镇、城区）包括：阿斯科、卡拉庫恰、卡斯蒂尔拉、科尔泰。

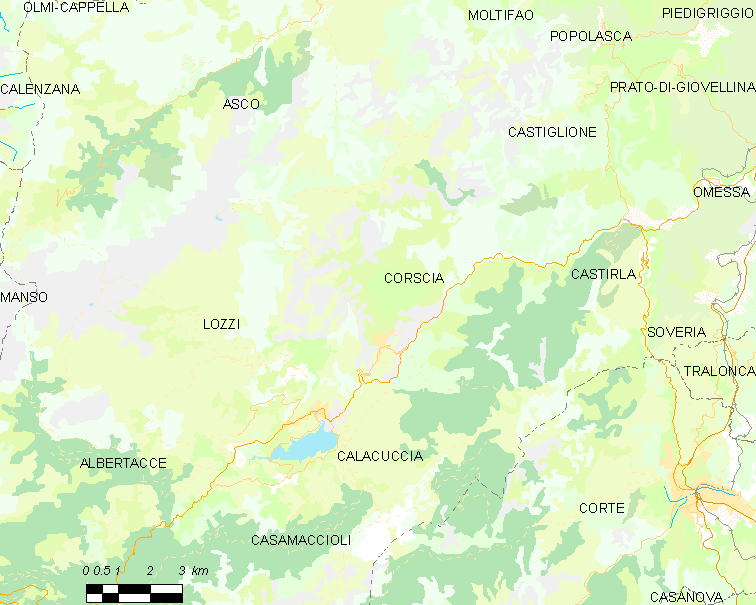
科尔夏的OSM定位图

科尔夏的时区为UTC+01:00、UTC+02:00（夏令时）。

## 行政
科尔夏的邮政编码为20224，INSEE市镇编码为2B095。

## 政治
科尔夏所属的省级选区为戈洛-莫罗萨利亚县。

## 人口

科尔夏1962-2008年间人口变化图示

科尔夏于2022年1月1日时的人口数量为124人。